# Bandar (Sosoh Buay Rayap)
Bandar is een bestuurslaag in het regentschap Ogan Komering Ulu van de provincie Zuid-Sumatra, Indonesië. Bandar telt 430 inwoners (volkstelling 2010).